# Zitha subcupralis
Zitha subcupralis är en fjärilsart som beskrevs av Philipp Christoph Zeller 1852. Zitha subcupralis ingår i släktet Zitha och familjen mott. Inga underarter finns listade i Catalogue of Life.